# Haruka Ono
Pour les articles homonymes, voir Ono.
Haruka Ono (小野晴香, Ono Haruka), née le 24 novembre 1987 à Ōita, dans la Préfecture d'Ōita, au Japon, est une chanteuse, idole japonaise du groupe de J-pop SKE48.